# Alto Longá
Alto Longá is een gemeente in de Braziliaanse deelstaat Piauí. De gemeente telt 14.147 inwoners (schatting 2009).